# Alain Gadou
Alain Gadou je bivši francuski košarkaš. Igrao je na mjestu krila za francuski Pau Orthez iz Paua s kojim je osvojio Kup Radivoja Koraća sezone 1983./84., kad su u završnici pobijedili srbijanski klub Crvenu zvezdu.
Najstariji je brat francuskih košarkaša Didiera i Thierryja.